# Timiș (řeka)
Timiș (rumunsky Timiș, srbsky Тамиш, Tamiš, maďarsky Temes, německy Temesch) je řeka v Rumunsku a Srbsku. Je to levý přítok Dunaje.

## Průběh toku
Pramení v pohoří Semenic v Banátských horách (Rumunské Západní Karpaty). Teče k severu údolím, které odděluje rumunské Západní a Jižní Karpaty, protéká městy Caransebeș a Lugoj. Pak se stáčí k západu, protéká Temešvárem a překračuje hranice do Srbska. Zde se stáčí k jihu, teče paralelně s Tisou a posléze s Dunajem, do kterého se vlévá kousek pod Bělehradem u města Pančevo.

### Přítoky
Přítoky jsou uvedeny v pořadí od pramene k ústí:
- Bistra (zprava)
- Pogăniș (zleva)
- Bârzava (zleva)